# Museo Interactivo de Osorno
El Museo Interactivo de Osorno ocupa la antigua estación de trenes de Osorno, inaugurada en 1917 y diseñada por el arquitecto Manuel de la Fuente. Tras décadas de abandono, el inmueble fue restaurado entre los años 2000 y 2013 por la Corporación Cultural de Osorno y la Ilustre Municipalidad de Osorno, preservando su estructura metálica original y transformando espacios como el saloncillo de espera en salas de exhibición interactivas. El proyecto de restauración incluyó la habilitación de salas temáticas con recursos tecnológicos y actividades prácticas, diseñadas para ofrecer a las visitantes experiencias educativas basadas en ciencia y patrimonio.
Desde su inauguración como museo el 12 de junio de 2013, se ha consolidado como un referente cultural regional. Hasta 2024, ha recibido más de 50 000 visitantes y ha establecido alianzas con universidades y centros de investigación, lo que ha permitido albergar exposiciones temporales, talleres especializados y espectáculos científicos itinerantes. Estas colaboraciones garantizan un equilibrio entre rigor académico y accesibilidad para públicos de distintas edades.wuel de la Fuente. Tras décadas de abandono, el inmueble fue restaurado entre los años 2000 y 2013 por la Corporación Cultural de Osorno y la Ilustre Municipalidad de Osorno, preservando su estructura metálica original y transformando espacios como el saloncillo de espera en salas de exhibición interactivas. El proyecto de restauración incluyó la habilitación de salas temáticas con recursos tecnológicos y actividades prácticas, diseñadas para ofrecer a las visitantes experiencias educativas basadas en ciencia y patrimonio.
El museo cuenta con visitas guiadas periódicas, y recibe periódicamente grupos escolares. Cuentas con actividades y muestras interactivas pensadas para que los más chicos aprendan sobre magnetismo, el sistema solar, biología, electricidad, geografía, ecología, entre otras temáticas.

## Misión y objetivos
El museo define su misión como "promover el conocimiento de la ciencia y la tecnología entre los estudiantes de Osorno y la región, mediante un acercamiento directo y atractivo a los diversos contenidos científicos", y "transformar el museo en un centro de atracción turística de la ciudad de Osorno a nivel regional y nacional".
Desde su creación el museo ha tenido como objetivo servir como inspiración para el desarrollo cultural de la comunidad, ofreciendo una alternativa de educación permanente para grandes y chicos.

## Oferta educativa y Comunitaria
El museo presenta exposiciones interactivas diseñadas para desarrollar el pensamiento científico, incluyendo módulos sobre energía, medio ambiente y patrimonio industrial, también cuenta con 7 estaciones prácticas que invitan al visitante a experimentar conceptos como la mecánica, electromagnetismo, biología. Geología, biodiversidad, astronomía y los sentidos, todo a través del juego. Además, organiza visitas educativas guiadas que integran charlas principalmente llevadas a cabo por astrónomos, talleres prácticos y recursos didácticos adaptados a distintos niveles escolares.

El museo ha participado en actividades abiertas a la comunidad como ferias científicas, exposiciones temáticas y jornadas culturales. El Museo Interactivo de Osorno mantiene una programación activa orientada a la divulgación científica y la educación, de esa forma fomentando la participación ciudadana y el acceso libre a contenidos científicos y patrimoniales 

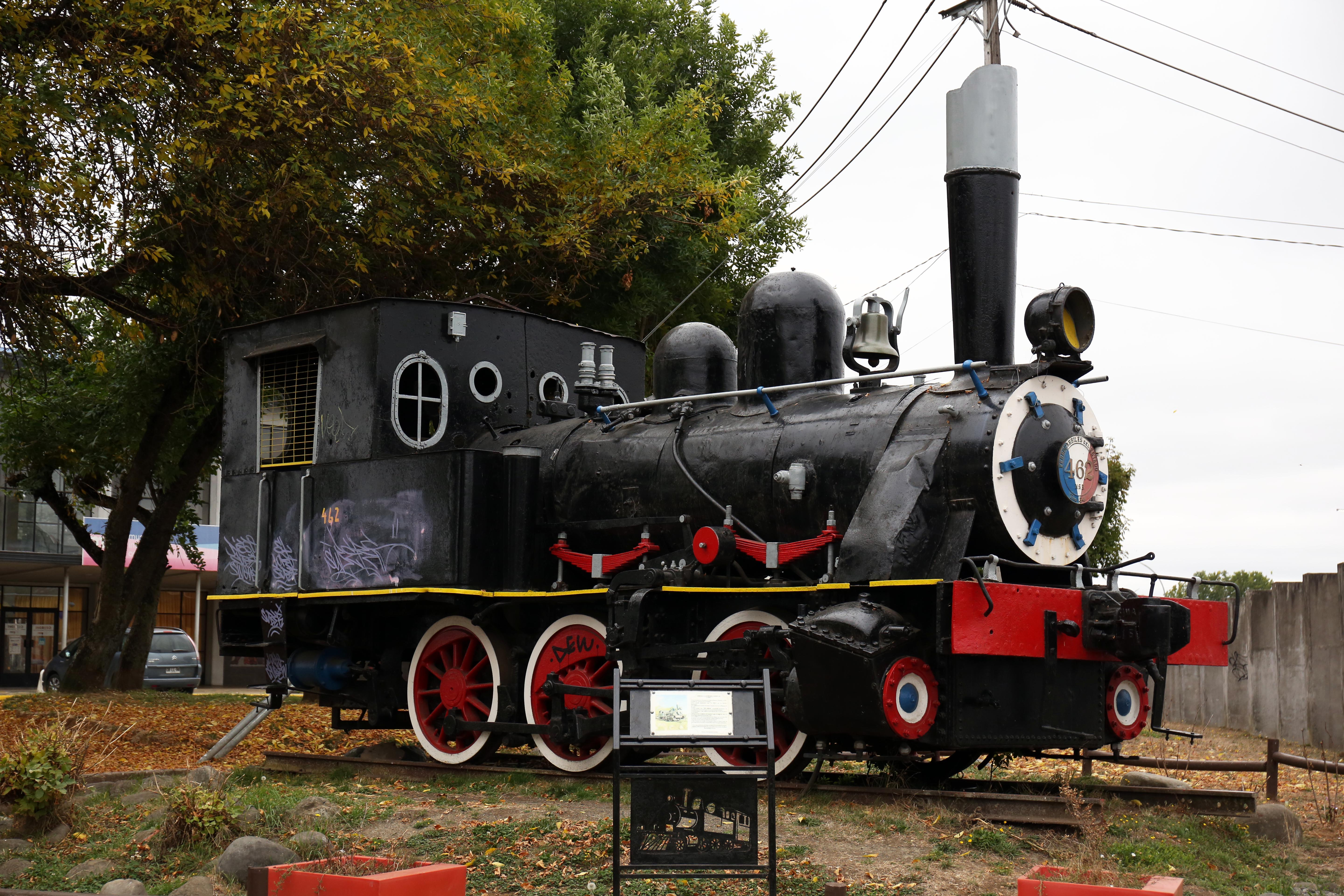
Locomotora a vapor Nº462 "La Choca" frente a lo que era la estación de Ferrocarriles en Osorno, hoy museo. Construida en Hannover, Alemania en 1910.